# چراغ خانه روشنایی خانه
چراغ خانه روشنایی خانه (به هندی: चिराग कहाँ रोशनी कहाँ) یک فیلم هندی ساختهٔ ۱۹۵۹ با درخشش مینا کوماری و راجندرا کومار است. این فیلم توانست ۲ جایزه از جوایز فیلم‌فیر ۱۹۶۰ را ببرد؛ جایزهٔ بهترین بازیگر نقش اول زن (مینا کوماری) و جایزهٔ بهترین داستان (دروا چاترجی).
این فیلم ۴۳ سال پس از تولید یعنی در سال ۲۰۰۲، دوبلهٔ پارسی و از کانال ۲ تلویزیون ایران پخش شد.

## داستان
این فیلم داستان مادر و فرزندی است که به حکم دادگاه از هم جدا می‌شوند و سختی‌های جانکاهی برایشان رقم می‌خورد…

## بن‌مایه
- همکاری‌کنندگان ویکی‌پدیا، «Chirag Kahan Roshni Kahan»، ویکی‌پدیای انگلیسی، دانشنامهٔ آزاد (بازیابی ۲۶ تیر ۱۳۹۳).

1. ↑  «چراغ خانهٔ سینمای هند امشب در شبکه ۲ روشن می‌شود». جام‌جم آنلاین. بایگانی‌شده از اصلی در ۱۵ اوت ۲۰۱۴. دریافت‌شده در ۲۸ ژوئیه ۲۰۱۴.